# Dall (rivière)
Pour les articles homonymes, voir Dall.
La rivière Dall est un cours d'eau d'Alaska, aux États-Unis située dans la  région de recensement de Yukon-Koyukuk. C'est un affluent  du fleuve Yukon.

## Description
Longue de 80 milles (129 km), elle prend sa source sur le flanc sud-ouest de la montagne Dall, et coule en direction du sud-est pour se jeter dans le fleuve Yukon, à 4,5 milles (7 km) à l'ouest de Stevens Village.
Son nom lui a été donné en 1869 par le capitaine Raymond en l'honneur de William Healey Dall.

## Sources
- Ressource relative à la géographie :   - Geographic Names Information System